# Vietze & Helfrich
Vietze & Helfrich war ein Architekturbüro in Frankfurt am Main.
Die beiden Architekten Franz Josef Vietze (1862–1938) und Wilhelm Helfrich (1875–1963) schufen eine Vielzahl von Bauwerken, von denen heute verschiedene unter Denkmalschutz stehen. Seit 1903 arbeiteten sie in einem Architekturbüro zusammen. Das Büro stand für eine traditionelle Bauweise und setzte sich damit gegen den modernen Stil z. B. Ernst Mays ab.

## Personen
Franz Josef Vietze wurde am 1. Dezember 1862 in Unter-Kratzau (Böhmen) geboren und starb am 17. Dezember 1938 in Frankfurt. Er ist der Vater des Architekten Alfred Vietze (* 1889). Ab 1899 arbeitet Franz Josef Vietze in der Bauunternehmung Schaffner & Albert, bevor er 1903 seine Zusammenarbeit mit Wilhelm Helfrich begann.
Wilhelm Helfrich wurde am 17. Oktober 1875 in Frankfurt als Sohn des Bornheimer Maurermeisters Conrad Wilhelm Helfrich geboren. Er wurde am Städelschen Kunstinstitut ausgebildet.
Im Architekturbüro Vietze & Helfrich waren andere bedeutende Architekten wie Carl Friedrich Wilhelm Leonhardt und Robert Wollmann als Mitarbeiter tätig, bevor sie sich selbständig machten.

## Bauten
(vergleiche auch Liste der Kulturdenkmäler in Frankfurt-Innenstadt, Liste der Kulturdenkmäler in Frankfurt-Bahnhofsviertel)
| Bild | Bauwerk                                                    | Standort                                                                             | Datierung | Anmerkung                     |
| ---- | ---------------------------------------------------------- | ------------------------------------------------------------------------------------ | --------- | ----------------------------- |
|      | Parkhotel                                                  | Frankfurt am Main, Wiesenhüttenplatz 36/38                                           | 1905      | unter Denkmalschutz           |
|      | Wohn- und Geschäftshaus                                    | Frankfurt am Main, Allerheiligenstraße 3                                             | 1907      | unter Denkmalschutz           |
|      | Haus des Kaufmännischen Vereins, ab 1919 Volksbildungsheim | Frankfurt am Main, Eschersheimer Landstraße 2/4, Eschenheimer Anlage 40, Oeder Weg 1 | 1907–1908 | unter Denkmalschutz           |
|      | Ehemaliges Kochkunstmuseum                                 | Frankfurt am Main, Windmühlstraße 1                                                  | 1909      | unter Denkmalschutz           |
|      | Mehrfamilienwohnhaus                                       | Frankfurt am Main, Hansaallee 30/32                                                  | 1910–1911 | unter Denkmalschutz           |
|      | Neues Theater                                              | Frankfurt am Main, Mainzer Landstraße 55                                             | 1910–1911 | im Zweiten Weltkrieg zerstört |